# 液体创可贴

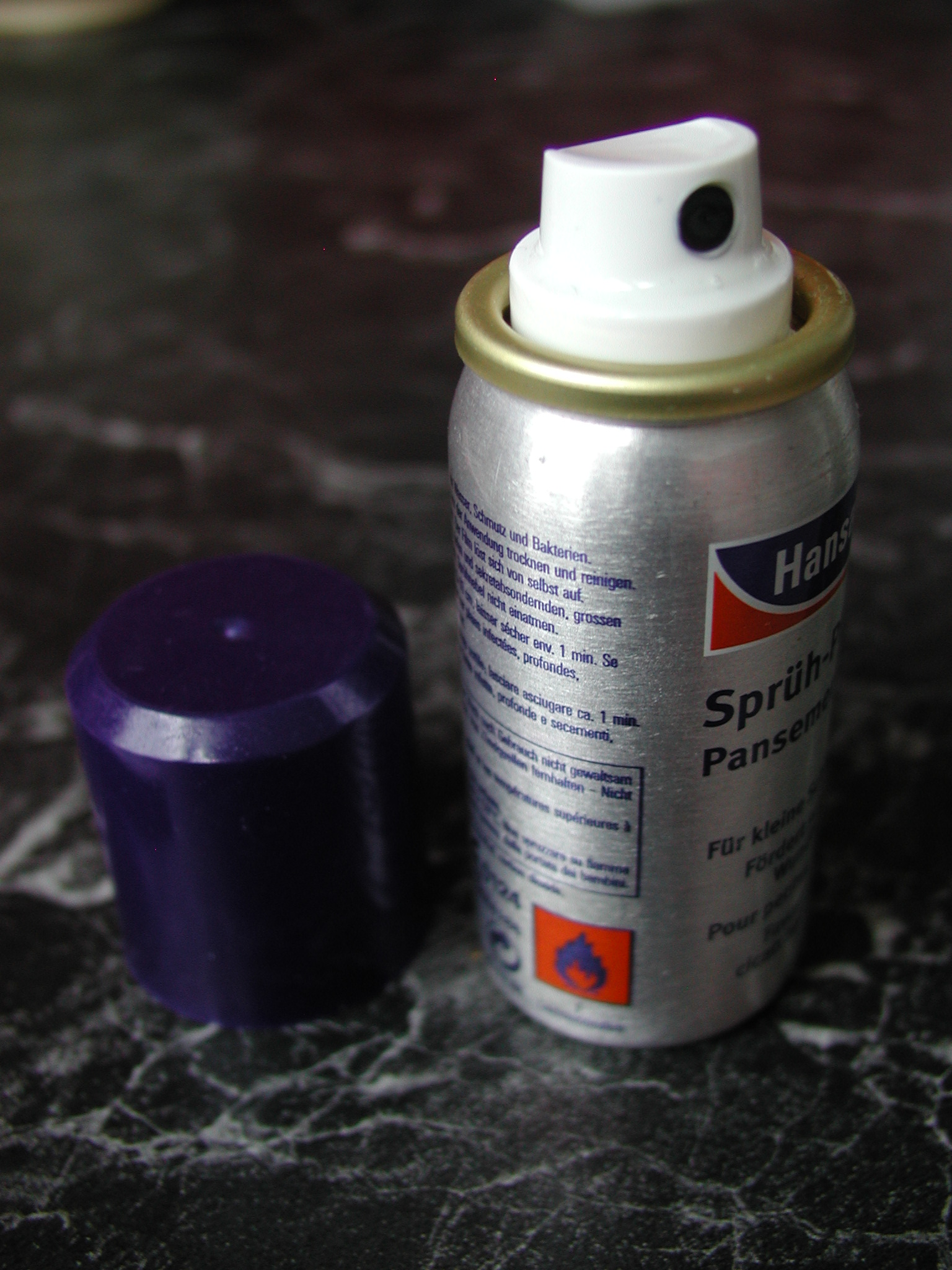
液体创可贴的其中一款，圖片：Hansaplast，Sprühpflaster Transparenter Schutz

液体创可贴（Liquid bandage）專門用來包覆及黏合小傷口，輕輕塗一層在傷口上，會快速形成保護膜，用來防止水或細菌的侵入及刺激。

## 成分
主要藉由苯甲醇及樟脑，產生抗菌作用，火棉乾燥後，形成薄膜，達到保護的作用。主要成分為：
- 火棉：保護膜形成劑，用來收斂、保護皮膚
- 苯甲醇：局部殺菌、麻醉劑
- 樟脑：局部刺激劑，有消炎、鎮痛作用

其他成份有蓖麻油、乙酸乙酯等。

## 使用方法
清潔完傷口後，直接塗抹於乾燥的傷口患部，待乾燥後即形成一層保護膜。

## 適用傷口
適合使用於乾淨且邊緣整劑的切割傷、表淺層的小傷口，由於它會強迫傷口兩側加速接合，產生類似縫合的效果。由於液體絆創膏乾燥後，會在傷口上形成不具彈性薄膜，也無法吸收組織液，如果傷口面積過大，反倒會影響傷口縮小及癒合。
不建議使用於面積較大的傷口、整片的擦傷潰瘍、化膿、燙傷傷口、眼睛四周等皮膚敏感部分及黏膜、蠶豆症患者。